# 알렉세이 모르다쇼프
알렉세이 알렉산드로비치 모르다쇼프(러시아어: Алексей Александрович Мордашов; 1965년 9월 26일~)는 러시아의 사업가이다. 그는 러시아 최대의 철강 및 광산 회사인 세베르스탈의 대주주이자 회장이다.
2025년 기준, 그는 개인 순자산이 305억 미국 달러로 추정되는 러시아에서 가장 부유한 사람이다. 가족 전체의 자산을 고려한 포브스 2025년 순위에서 모르다쇼프는 러시아 억만장자 중 1위를 차지했다(305억 미국 달러).
그가 37세였을 때, 포브스는 그를 (오프라와 함께) 억만장자 세계의 "새로운 인물"로 지명했다.
모르다쇼프는 파나마 페이퍼스와 FinCEN 파일 유출 사건에서 언급되었는데, 모르다쇼프와 관련된 한 회사가 블라디미르 푸틴의 여러 애완 프로젝트 비용을 지불하고 푸틴 측근들에게 아낌없이 기부했다.
그는 러시아의 우크라이나 침공으로 인해 제재를 받고 있다. EU에 따르면, 모르다쇼프가 지분을 소유한 로시야 은행은 크림반도 합병으로 이득을 본 고위 관리들의 "개인 은행"이다. 2023년 11월, 뉴욕 타임즈는 키프로스 기밀 폭로의 일부로 그와 관련된 계좌가 독일 작가 후베르트 자이펠에게 푸틴에 관한 책을 쓰도록 돈을 지불했다고 보도했다.

## 어린 시절
모르다쇼프는 둘 다 제철소 노동자였던 러시아인 부모의 아들이다. 그의 아버지는 체레포베츠의 공장 전기 기술자였다. 모르다쇼프에 따르면, 그의 가족은 복지 쿠폰을 사용했으며, 한 달에 버터 200g과 소시지 400g만 허용되었다고 한다. 그는 현재 ENGECON으로 알려진 레닌그라드 공학-경제 연구소에서 공학 학사 및 석사 학위를 받았다. 이후 2001년 영국 뉴캐슬어폰타인의 노섬브리아 대학교에서 MBA를 취득했다. 상트페테르부르크 유럽 대학교 학생들에게 한 연설에서 모르다쇼프는 모스크바 대신 레닌그라드에서 공부하기로 결정한 것과 그의 학부 과정이 취업 및 최종 경력 경로를 찾는 데 어떤 가치를 가졌는지에 대해 이야기했다. 체레포베츠로 돌아온 그는 부모님이 일했던 같은 제철소에 입사하며 경력을 시작했다.

## 경력

### 초기 경력
1988년 그는 레닌그라드 공학-경제 연구소를 졸업한 후 체레포베츠키 야금 공장에 경제학자로 입사했다. 1992년에는 회사가 민영화되기 직전에 재무 이사가 되었다. 공장의 나이 든 이사가 외부인의 손에 넘어가지 않도록 주식을 인수하라고 지시했을 때, 그는 두 개의 투자 펀드를 설립하고 노동자들의 주식을 매입하여 공장의 주요 지분을 확보했다. 1996년 그는 회사의 CEO로 임명되었다. 그는 이후 철강, 석탄, 광산 회사를 인수하여 세베르스탈이라는 대기업을 건설했다.

### 투자
2003년 모르다쇼프는 로시야 은행의 공동 소유주가 되었다.
2004년 모르다쇼프는 미국 철강 회사에 투자를 시작하여 미시간주 디어본과 미시시피주 컬럼버스에 있는 회사를 인수했다. 인수에는 디어본의 루지 플랜트가 포함되었다. 그는 디어본의 제조 공장을 개조하고 재정비하기 위해 미국 에너지부로부터 대출을 받았다. 3억 7천만 달러가 넘는 대출은 미국과 러시아 간의 정치적 긴장이 고조된 후 2012년에 취소되었다.
2004년에서 2014년 사이에 모르다쇼프와 세베르스탈은 디어본과 컬럼버스 공장에 최대 30억 달러를 투자했다. 2011년 그는 오하이오, 메릴랜드, 웨스트버지니아에 있는 여러 미국 자산을 산업가 아이라 레너트가 소유한 렌코 그룹에 매각했다. 2014년까지 세베르스탈의 모든 미국 투자는 총 23억 달러에 매각되었다.
그의 회사 세베르스탈은 인도 동부에서 포스코와 합작으로 수십억 달러 규모의 프로젝트를 계획했다. 10년 동안 환경 및 토지 승인을 받지 못한 후, 그의 회사는 2008년에 철수했다.
2007년 가을, 모르다쇼프는 TUI 트래블의 주식을 매입했다. 그가 S-Group Travel을 통해 최대 단일 주주로 지분을 늘리면서, 미하엘 프렌첼 휘하의 TUI 트래블은 2008년에 동유럽과 러시아로, 2009년에는 중화인민공화국과 인도로 확장했으며, 2009년 3월에는 해운 사업부인 하파크로이트 AG를 알베르트 발린 컨소시엄에 매각했다. 2014년, 그는 TUI 트래블이 TUI (기업)에 흡수될 때 25% 이상의 저지 지분을 보유했다. 2018년 10월, 그는 S-Group Travel을 통해 TUI 그룹에 24.9%의 지분을 가지고 있으며, 2016년부터 TUI 그룹 감독 이사회에 소속되어 있다.
2008년 모르다쇼프는 수르구트네프테가스 및 로시야 은행과 함께 내셔널 미디어 그룹을 설립했으며, 현재 이 그룹은 TV 채널(5TV, 채널 원 러시아, 렌 TV)의 패키지를 소유하고 있다.
2011년 모르다쇼프는 증기 터빈 제조업체인 파워 머신즈의 지분 25%를 지멘스 (기업)로부터 매입했다. 2013년 모르다쇼프는 파트너 유리 코발축과 함께 러시아에서 4번째로 큰 이동통신 사업자인 텔레2 러시아의 지분 50%를 매입했다.
2012년 모르다쇼프는 세베르스탈의 금광 자산을 하나의 회사인 노드골드 N.V.로 통합했다. 이 회사는 런던 증권 거래소에 상장되었다(LSE: NORD LI). 2013년 노드골드는 시베리아에서 금 탐사 허가를 받았다. 2017년 모르다쇼프는 부당한 가치 평가를 이유로 노드골드를 런던 증권 거래소(LSE)에서 상장 폐지할 계획을 발표했다. LSE는 회사가 최소 25%의 자유 유동 주식을 보유하도록 요구하는 반면, 모르다쇼프는 회사의 91%를 소유하고 있다.
모르다쇼프는 2012년 10월 세계철강협회 회장으로 선출되었다. 2011년 그는 스위스 생모리츠에서 열린 빌더버그 회의에 유일하게 참가한 러시아인이었다.
2013년 6월, 모르다쇼프는 로시야 은행의 다섯 번째로 큰 주주로 6%를 소유하고 있었다.
2015년 모르다쇼프는 CEO직에서 물러나 전 COO 바딤 라린을 후임으로 임명했다. 모르다쇼프는 회장으로 임명될 예정이었다. 변경 사항은 세베르스탈에 의해 확인되었다.
2017년 10월 10일 알렉세이 모르다쇼프는 룩셈부르크 대공국 공로 훈장의 기사 작위를 받았다.

### 제재

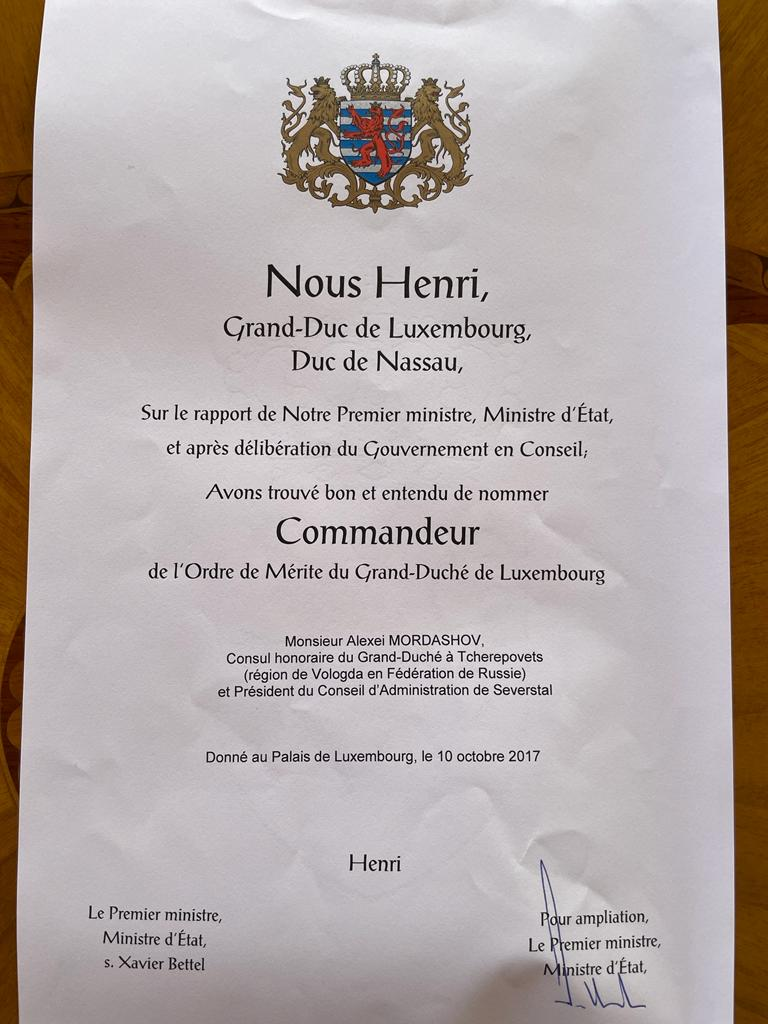
룩셈부르크 대공국 공로 훈장 알렉세이 모르다쇼프

2022년 2월 28일, 2022년 러시아의 우크라이나 침공과 관련하여 유럽 연합은 모르다쇼프를 블랙리스트에 올리고 그의 모든 자산을 동결했다. 3월 초, 이탈리아 경찰은 그의 요트 중 하나인 레이디 M을 압수했다. 당시 그의 다른 요트인 노르트는 세이셸의 유럽 연합 관할권 밖에 있었다.
그는 러시아-우크라이나 전쟁과 관련하여 2022년 영국 정부로부터 제재를 받았다.

## 판도라 페이퍼스
판도라 페이퍼스는 국제탐사보도언론인협회가 수집한 거의 1,200만 건에 달하는 유출된 기밀 금융 기록들의 모음이었다. 이 기록들에는 회계법인 프라이스워터하우스쿠퍼스(PwC) 내의 "키프로스"로 알려진 특별 부서가 모르다쇼프가 "그의 사업 제국의 역외 인프라를 구축"하는 데 어떻게 도움을 주었는지에 대한 세부 정보가 담겨 있다. 이 회사는 모르다쇼프와 연결된 지주 회사를 대신하여 영국령 버진 아일랜드와 같은 다양한 "비밀 관할권"에 65개 이상의 유령 회사를 설립하는 데 도움을 주었다. 이 유령 회사들을 통해 모르다쇼프는 러시아 내 목재, 석탄, 미디어 산업에서 자신의 존재를 확장했다.

## 개인 생활
모르다쇼프와 그의 첫 번째 부인 엘레나(때로는 옐레나)는 아들 일리야를 두었으며, 1996년에 이혼했다. 2001년, 상트페테르부르크 이혼 법원에서 그가 전처와 아들을 위해 월 620달러만 지불하고 있다는 사실이 드러났는데, 그녀는 이혼 전 재산의 절반을 요구하며 소송을 제기했지만 패소하고 막대한 수수료를 물어야 했다. 이 사건은 그녀가 유럽인권법원에 제소한 후 최종적으로 해결되었다.
모르다쇼프는 요트 레이디 M과 노르트뿐만 아니라 개인 제트기도 소유하고 있다.
2001년까지 모르다쇼프는 두 번째 부인 엘레나와 결혼하여 키릴과 니키타라는 두 아들을 더 두었다.
2018-2019년에 키릴과 니키타를 위해 KN-홀딩 회사가 설립되었고, 모르다쇼프는 노드골드와 TUI의 주식을 이 회사로 이전했다. 이런 방식으로 사업가는 아들들에게 사업 경험을 전달하기를 바랐다. 그러나 2021년 니키타는 학업 부진과 군 복무로 인해 자신의 지분을 잃었다.
2022년 ICIJ는 모르다쇼프가 관광 대기업 TUI의 대부분 소유 지분을 그의 자녀들의 어머니로 알려진 마리나 모르다쇼바가 통제하는 카리브해 유령 회사로 이전했다고 보도했다.

## 같이 보기
- 러시아의 억만장자 목록